# Bruno Famin
Bruno Famin es un ingeniero automotriz francés. Fue el director ejecutivo de Alpine F1 Team desde febrero de 2022 hasta 2024.
Fue director técnico de Peugeot Sport antes de tomar el mando de este último en 2012. En 2019 se convirtió en director de operaciones de la FIA.

## Biografía
Obtuvo su título de ingeniero en la Escuela Nacional de Artes y Oficios. En 1986, comenzó su carrera profesional en logística y transporte en África Occidental. Tras continuar sus estudios en la Ecole Nationale Supérieure du Pétrole et des Moteurs, se incorporó a Peugeot Talbot Sport en 1989, donde se incorporó a la oficina de diseño del departamento de competición de clientes como ingeniero de desarrollo. En 1994, dejó la competencia permaneciendo dentro de Groupe PSA, y se convirtió en gerente de proyectos, de donde partió para Argentina antes de regresar a Francia. En 2005, se convirtió en director técnico de Peugeot Sport. En 2012, fue nombrado director de Peugeot Sport, sucediendo a Olivier Quesnel.
En 2019, dejó Peugeot Sport y se unió a la Federación Internacional del Automóvil (FIA), donde se convirtió en director de operaciones de la rama deportiva.
Bruno Famin se convirtió en febrero de 2022 en el director ejecutivo a cargo del desarrollo de motores para el Alpine F1 Team. Después del GP de Bélgica de 2023, asumió el cargo de director del equipo en lugar de Otmar Szafnauer, quien terminó su contrato con Alpine por acuerdo mutuo.